# Groß Offenseth-Aspern
Groß Offenseth-Aspern település Németországban, Schleswig-Holstein tartományban. Lakosainak száma 500 fő (2023. december 31.).

## Népesség
A település népességének változása:
| Lakosok száma | 287  | 421  | 422  | 462  | 486  | 500  |
|               | 1975 | 2017 | 2019 | 2021 | 2022 | 2023 |